# フェルタグス

路線バス

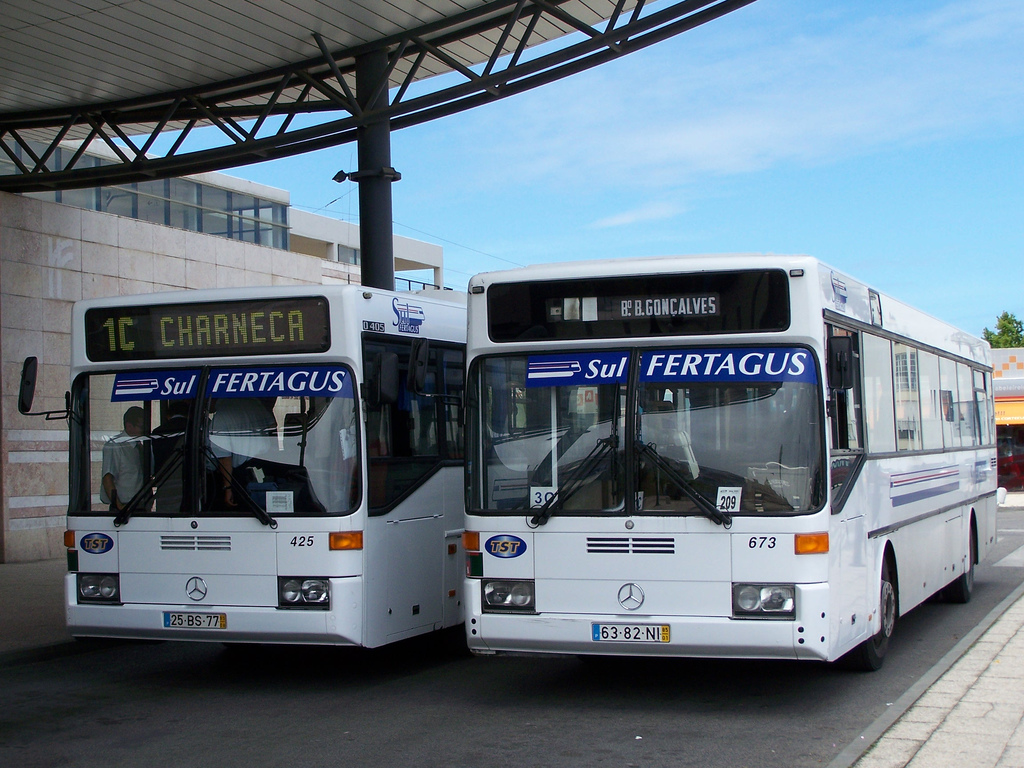
路線バス

フェルタグス（Fertagus）は、ポルトガルの公共交通事業者で、同国の最初の民間鉄道事業者である。リスボン市内のローマ・アレエイロ駅を起点に、テージョ川を4月25日橋で渡り、セトゥーバル駅までの区間約54Kmを結ぶ鉄道路線で運行している。主に、テージョ川南岸のベッドタウンからリスボンへ向かう通勤路線として利用されている。また、鉄道駅と遠隔地を連絡する路線バスの運行も行っている。
Fertagusという名前は、鉄道を意味する caminhos de ferro とテージョ川の英語名 Tagus からとられている。
フェルタグスは、EUの鉄道の上下分離政策によって、鉄道施設を保有管理しているREFERに施設使用料を支払って運行されている。

## 路線
|  | KBHFxa |

|  | BHF |

| exSTR+l | TBHFx |

| exSTR | HST |

| exKHSTe | STR |

| uexKHSTa | hSTR |

| uxTRAJEKT | hKRZW |

| uexKHSTe | hSTR |

| exKHSTa | STR |

| exSTR | HST |

| exSTR | HST |

| exSTR | HST |

| exSTR | HST |

| exSTR | BHF |

| exSTR | HST |

| exSTRl | eABZg+r |

|  | HST |

|  | HST |

|  | HST |

|  | KBHFxe |

|  | KBHFxa |

|  | BHF |

| exSTR+l | TBHFx |

| exSTR | HST |

| exKHSTe | STR |

| uexKHSTa | hSTR |

| uxTRAJEKT | hKRZW |

| uexKHSTe | hSTR |

| exKHSTa | STR |

| exSTR | HST |

| exSTR | HST |

| exSTR | HST |

| exSTR | HST |

| exSTR | BHF |

| exSTR | HST |

| exSTRl | eABZg+r |

|  | HST |

|  | HST |

|  | HST |

|  | KBHFxe |

2015年夏ダイヤでの、平日昼間の標準的な運行系統と所要時間は次のとおりである
ローマ・アレエイロ - セトゥーバル間 ： 1時間に1本（所要時間58分）
ローマ・アレエイロ - コイナ間 ： 1時間に2本（所要時間33分）
（ローマ・アレエイロ駅とコイナ駅間は20分毎、その先セトゥーバル駅との間は1時間毎のパターンダイヤとなっている）
平日朝夕の通勤時間帯は、ローマ・アレエイロ駅とコイナ駅間が増発され10分毎のパターンダイヤとなる。

## 運賃
2015年現在、リスボン市内の駅（ローマ・エレエイロ駅〜カンポリーデ駅）からセトゥーバル駅まで4.35ユーロ、コイナ駅までは3.20ユーロ。

## 列車
アルストム製の総2階建て4両編成の電車、3500形18編成を保有している。

## リンク
- FERTAGUS | O Comboio da Ponte Official website （ポルトガル語）